# Roberto San Geroteo
 (février 2017).
 (février 2017).
Si vous disposez d'ouvrages ou d'articles de référence ou si vous connaissez des sites web de qualité traitant du thème abordé ici, merci de compléter l'article en donnant les références utiles à sa vérifiabilité et en les liant à la section « Notes et références ».
Roberto San Geroteo est un poète franco-espagnol né à Rennes en 1951. Il est actuellement enseignant à Paris.
Il a traduit en espagnol des auteurs tels que Bernard Noël, Eugène Guillevic ou Jacques Ancet et Jean-Marie Le Sidaner, et en français de nombreux poètes espagnols qu'il a présentés dans sa revue Noire et blanche.

## Publications
- La lengua de la quimera, ediciones portuguesas, Valladolid, 1990.
- Dans l'intimité de l'air, Alibis, Reims, 1999.
- La solitude du tournesol, Au fil du temps, Le Havre, 1999.
- La palabra de un hombre, Icaria Poesia, Barcelona, 1999.
- Résonances, Le Givre de l'Eclair, Troyes, 2000.
- La vie s'arrête à va, Encres Vives, Colomiers, 2000.
- Le chien d'à côté se tait, Alidades, Thonon-les-Bains, 2001.
- Easy pièces, La Porte, Laon, 2003.
- Je t'emmènerai en enfance, suivi de Matin au corbeau, Collection de l'Umbo, 2012.

### Poésie
- Le chien d'à côté se tait